# Mudashiru Lawal
Mudashiru Babatunde Lawal (* 8. Juni 1954 in Abeokuta; † 6. Juli 1991 in Ibadan) war ein nigerianischer Fußball-Mittelfeldspieler. Er wurde 86 mal in die Nationalmannschaft berufen und erzielte 12 Tore und ist damit immer noch der meistberufene nigerianische Fußballspieler. Lawal führte Nigeria zu seinem ersten Afrikameisterschaftsgewinn bei der Fußball-Afrikameisterschaft 1980. Im selben Jahr nahm er mit der nigerianischen Auswahl auch an den Olympischen Sommerspielen 1980 in Moskau teil; das Team schied ohne Sieg nach der Vorrunde aus.
Er arbeitete als Mechaniker, als sein Fußballtalent entdeckt wurde, bevor er 1975 sein Debüt im Nationalmannschaftstrikot gab. Im selben Jahr kam er zu den Shooting Stars FC in Ibadan, wo er viele Jahre spielen sollte und er als erstes nigerianisches Team den afrikanischen Pokalsiegerwettbewerb gewann. 1985 wurde die Mannschaft von einem Militärgouverneur zur Auflösung gezwungen, aber nach vier Spielzeiten kam er zu den Shooting Stars als spielender Co-Trainer zurück.
Lawal starb in seinem Haus am 6. Juli 1991. Das Ashero-Stadion in seiner Heimatstadt Abeokuta wurde nach seinem Tod nach ihm benannt.